# Dermatan sulfat
Dermatan sulfatul este un glicozaminoglican regăsit majoritar în piele, vase sanguine, valve cardiace, tendoane și plămâni. Mai este denumit și sulfat de condroitină B, deși majoritatea surselor nu îl mai clasifică astfel. Este un polimer linear format din unități de dizaharidă, alcătuite din N-acetil galactozamină (GalNAc) și acid iduronic (IdoA). Unitățile din structură sunt sulfatate în diverse poziții. Este un component al medicamentului sulodexid.